# Lovaina
Lovaina (en neerlandés, Leuven, pronunciado [ˈløːvə(n)]ⓘ; en francés, Louvain [luvɛ̃]; en alemán, Löwen) es una ciudad de Bélgica, ubicada en la confluencia de los ríos Dijle y Voer. Es la capital de la provincia de Brabante Flamenco, en la región de Flandes.

## Ubicación
| Noroeste: Malinas |  | Nordeste: Westerlo |
| Oeste: Bruselas   |  | Este: Hasselt      |
| Suroeste: Wavre   |  | Sureste: Lieja     |

## Historia
La primera mención de Lovaina ("Loven") es del año 891, cuando un ejército vikingo fue derrotado por el rey franco Arnulfo de Carintia. Según la leyenda, los colores rojo-blanco-rojo de su bandera representan las orillas manchadas de sangre del río Dyle después de esta batalla.
Situada en el río y cerca de la fortaleza de los duques de Brabante, Lovaina se convirtió en el más importante centro del comercio en el ducado entre los siglos XI y XIV. Una muestra de su antigua importancia como centro de fabricación de tela, está muy bien reflejada en el ropaje típico de Lovaina, conocido en textos de finales de los siglos XIV y XV como lewyn (o también Leuwyn, Levyne, Lewan(e), Lovanium, Lovaina).

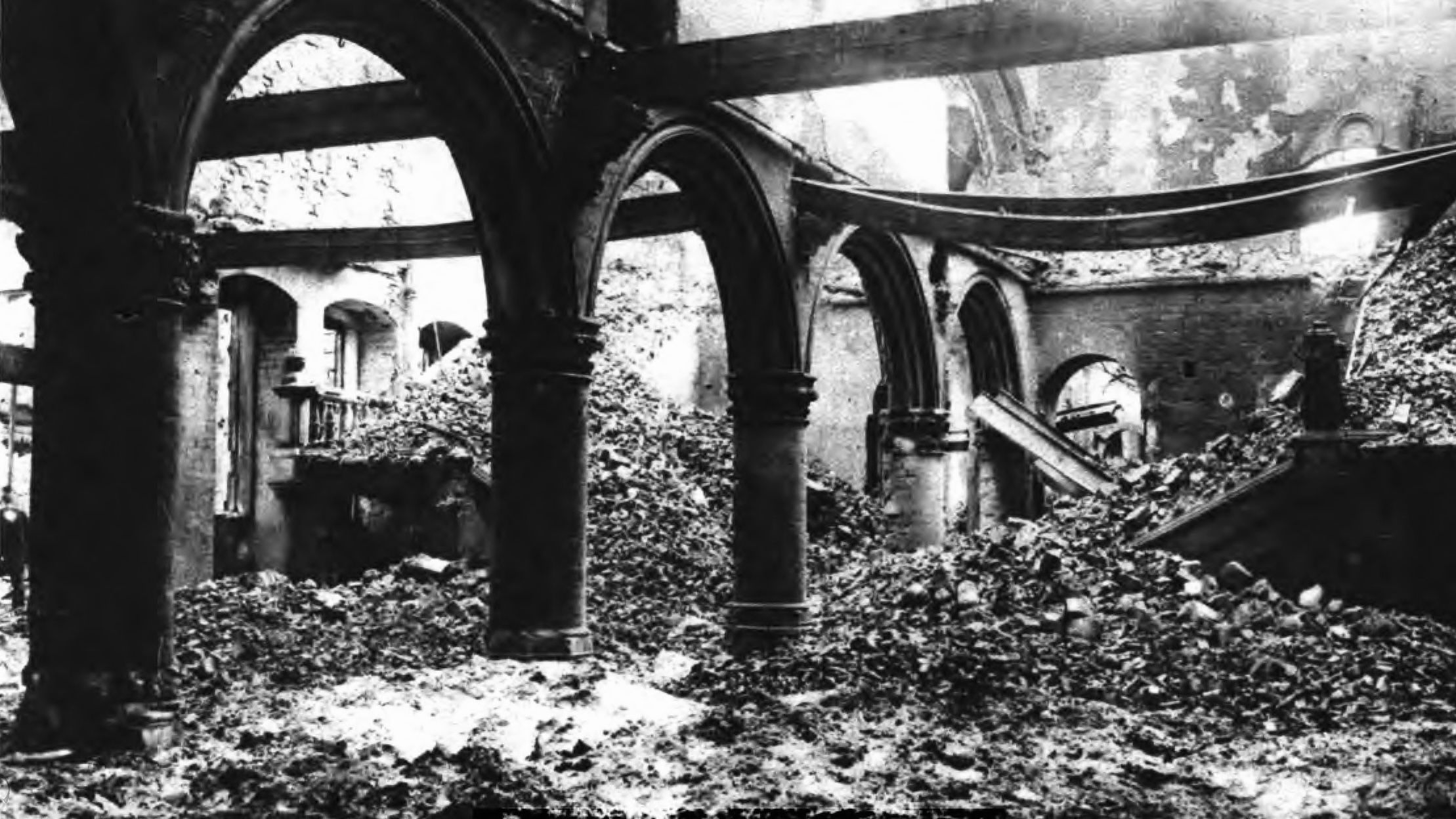
La biblioteca universitaria destruida por el Ejército alemán en 1914.

En el siglo XV, una nueva época dorada comenzó con la fundación de la por ahora más grande y más antigua universidad de Bélgica, la Universidad Católica de Lovaina, en 1425. En el siglo XVIII Lovaina se hizo aún más importante como resultado del florecimiento de la cervecería ahora denominada InBev.
Perteneció al Estado borgoñón y a los Países Bajos Españoles, salvo unos pocos meses entre el Edicto Perpetuo de 1577 y la batalla de Gembloux de 1578 en los que estuvo en poder de los rebeldes neerlandeses. Resistió un sitio franco-neerlandés en 1635. El 25 de mayo de 1706 fue ocupada por las tropas de la Alianza de La Haya. Pasando a formar parte en 1714 de los Países Bajos Austríacos.
En el siglo XX, las dos guerras mundiales infligieron un daño considerable a la ciudad. Tras la entrada de los alemanes en la Primera Guerra Mundial, la ciudad sufrió graves daños debido a la política alemana de Schrecklichkeit. El alcalde, el rector de la universidad y todos los oficiales de policía de la ciudad fueron ejecutados. La biblioteca de la universidad fue destruida deliberadamente por el ejército alemán el 25 de agosto de 1914, usando gasolina y pastillas incendiarias. Cientos de miles de volúmenes y manuscritos irreemplazables del Gótico y el Renacimiento se perdieron. El mundo estaba indignado por esto y la biblioteca fue completamente reconstruida después de la Primera Guerra Mundial con los fondos de caridad estadounidense y las indemnizaciones de guerra de los alemanes. Durante la Segunda Guerra Mundial, el edificio fue incendiado en 1944 y tuvo que ser restaurado de nuevo. Sigue en pie como símbolo de las guerras y de la solidaridad aliada.

## Demografía

### Evolución
Todos los datos históricos relativos al actual municipio, el siguiente gráfico refleja su evolución demográfica, incluyendo municipios después de efectuada la fusión el 1 de enero de 1977.
| Gráfica de evolución demográfica de Lovaina entre 1846 y 2023 |
|                                                               |

## Educación
|                                                          | Universidad | Fundación | Acrónimo | Tipo                                                                                             |
| -------------------------------------------------------- | ----------- | --------- | -------- | ------------------------------------------------------------------------------------------------ |
| Biblioteca central de la Universidad Católica de Lovaina | KU Leuven   | 1425      | KUL      | Universidad pública y católica de habla neerlandesa - "Universidad Católica de Lovaina la Vieja" |

Lovaina es una verdadera "ciudad universitaria", ya que durante el año académico la mayoría de los habitantes del centro son estudiantes. Tal es el punto de ambiente universitario que fuera de Bélgica es conocida como la "Salamanca europea". La Universidad Católica de Lovaina (KU Leuven), fundada en 1425, es una de las universidades católicas más antiguas que aún existen en el mundo. Esta universidad es la más grande de Bélgica y está entre las mejores universidades del mundo según "The Times Higher Education" 2016. Se sitúa en el puesto número 35 a nivel global y en la 12.ª posición a nivel europeo. Según el ranking de Reuters, la KU Leuven es la segunda universidad más innovadora de Europa, solo superada por el Imperial College de Londres.
Se escindió en 1968 como consecuencia del conflicto entre flamencos y valones en una sede flamenca (la Katholieke Universiteit Leuven o Universidad de Lovaina la vieja), que permanece en Lovaina, y una sede francófona (la Université Catholique de Louvain) que se instaló en Lovaina-la-Nueva, un pueblo creado a propósito en el Brabante valón.
Hay también un número de hogescholen (universidad profesional, traducido literalmente: "escuelas superiores") como la Hogeschool Católica de Lovaina (KHLeuven, Katholieke Hogeschool Leuven), así como un colegio universitario: Groep T (Grupo T).
En su Instituto Superior de Filosofía se encuentran los Archivos Husserl que fundara el padre franciscano Herman Leo van Breda salvando los más de 40 000 folios de la obra del gran filósofo alemán Edmund Husserl de su segura destrucción por parte del régimen nazi. Los Archivos Husserl son los responsables de la publicación de las obras completas del filósofo bajo la denominación de Husserliana.
Uno de los mejores conservatorios de música de Bélgica tiene su sede en Lovaina: el Instituto Lemmens, que se describe como "Facultad de Música, Artes Escénicas y de la Educación". Es conocido por su educación en Musicoterapia y en Arte Dramático.
Hay estudiantes de unas 120 nacionalidades de todo el mundo. En su mayoría son belgas y le siguen los neerlandeses. Muchos de los estudiantes internacionales reciben apoyo financiero de becas como Erasmus mundus.

## Economía
El principal recurso económico de la villa es la universidad, lo que hace que se le conozca desde el barroco como «ciudad de estudiantes y monjas».
Dada la presencia de la Universidad Católica de Lovaina, una importante institución europea para la investigación académica y la educación, la mayor parte de la economía local se concentra en los beneficios derivados de la investigación académica. Hay varias empresas dedicada a la biotecnología y las TIC; Gasthuisberg es el hospital académico y centro de investigación. Además, hay un gran número de proveedores privados de servicios en el campo médico y jurídico.
Al ser la capital de la región del Brabante Flamenco, significa que hay muchas instituciones gubernamentales ubicadas en Lovaina, así como la sede regional de las empresas de transporte, tales como De Lijn. Como el más grande y una de las ciudades más antiguas de la inmediata vecindad flamenca de Lovaina, con un amplio repertorio de cafés, restaurantes, instituciones culturales y barrios comerciales, la ciudad también atrae a gente de las ciudades y pueblos cercanos.
Lovaina también es la sede mundial de la compañía multinacional Anheuser-Busch InBev, la mayor compañía de cerveza del planeta. De hecho, la fábrica de cerveza Stella Artois de InBev y las oficinas principales dominan toda la parte nordeste de la ciudad, entre la estación de ferrocarril y el canal de Malinas.

## Deporte
| Equipo                     | Deporte     | Competición                 | Estadio                 | Creación |
| -------------------------- | ----------- | --------------------------- | ----------------------- | -------- |
| Oud-Heverlee Leuven        | Fútbol      | Segunda División de Bélgica | Den Dreef               | 2002     |
| ZGL                        | Fútbol Sala | Primera división            | Instalaciones KU Leuven | 1996     |
| Stella Artois Leuven Bears | Baloncesto  | Ligue Ethias                | SportOase               | 1999     |

## Cultura

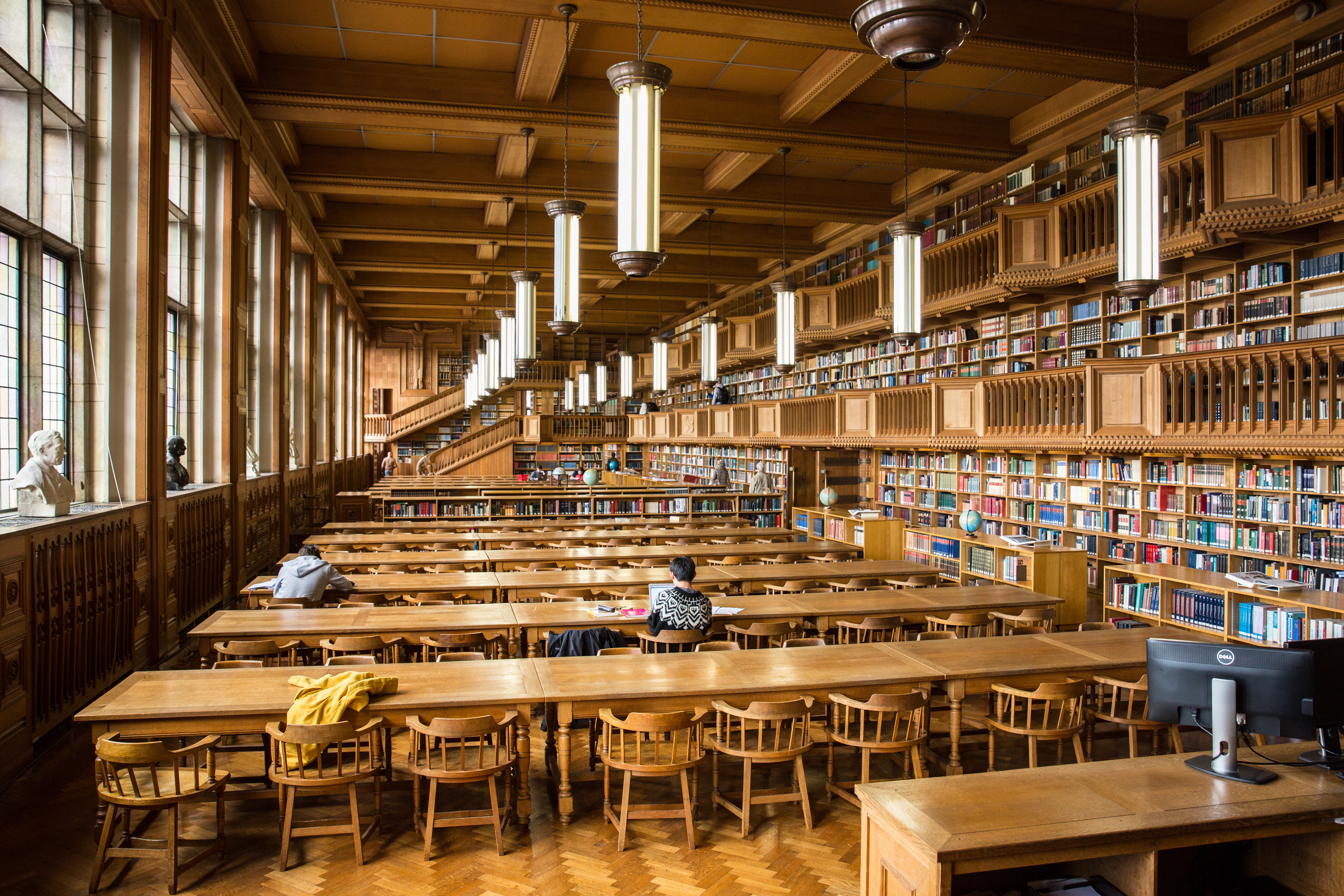
Sala de lectura de la biblioteca central de la Universidad Católica de Lovaina

Su vida cultural se articula en torno a la universidad. La biblioteca central y el STUK (centro de arte y cultura) organizan todo tipo de exposiciones, conciertos y obras de teatro.
Uno de los conservatorios de Bélgica tiene su sede en Lovaina: el Instituto Lemmens, que se describe como "Facultad de Música, Artes Escénicas y Educación". Es conocido por su Music Therapy Education y su Wordart-Drama Education. El Kunstencentrum STUK es un centro cultural y un lugar en el centro de la ciudad para la música, el teatro, el arte sonoro y la danza. Lovaina es conocida por su festival de rock de verano, Marktrock. Lovaina también tiene algunas orquestas universitarias famosas, como la Orquesta Sinfónica de la Universidad  (USO), la Banda Sinfónica de la Universidad (UHO) y la Orquesta de Arenberg (Arenbergorkest).
En septiembre de 2009, se inauguró en la ciudad el 'M - Museum Leuven'. Es un museo de arte contemporáneo e histórico, ubicado cerca de het Ladeuzeplein. Ha acogido exposiciones de artistas internacionales como Angus Fairhurst, Sol LeWitt, Roe Ethridge y Charles Burns, así como de artistas belgas como Ilse D'Hollander, Jan Vercruysse, Antoon Van Dyck y Freek Wambacq.
Lovaina también tiene una rica cultura de la cerveza, siendo el lugar de nacimiento de varias cervezas como Stella Artois, Leuvense Tripel, Domus y Keizersberg.También tiene varios bares que se enorgullecen de ofrecer una amplia variedad de cervezas locales e internacionales, incluido un bar que dice ofrecer más de 3000 cervezas diferentes.
El Instituto Superior de Filosofía es famoso en todo el mundo por los archivos del filósofo alemán Edmund Husserl.

### Monumentos

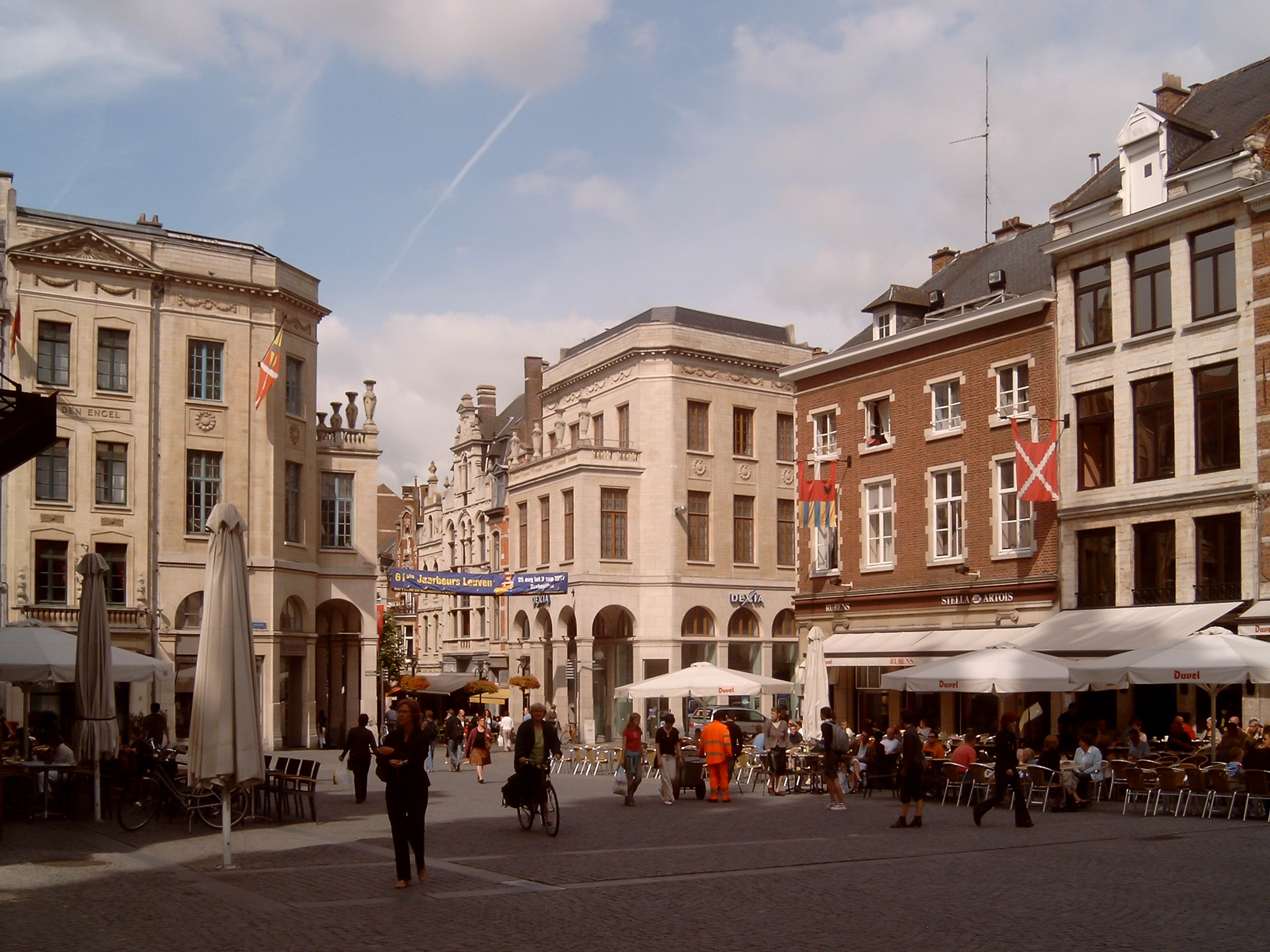
Vista de la plaza (Oude Markt)

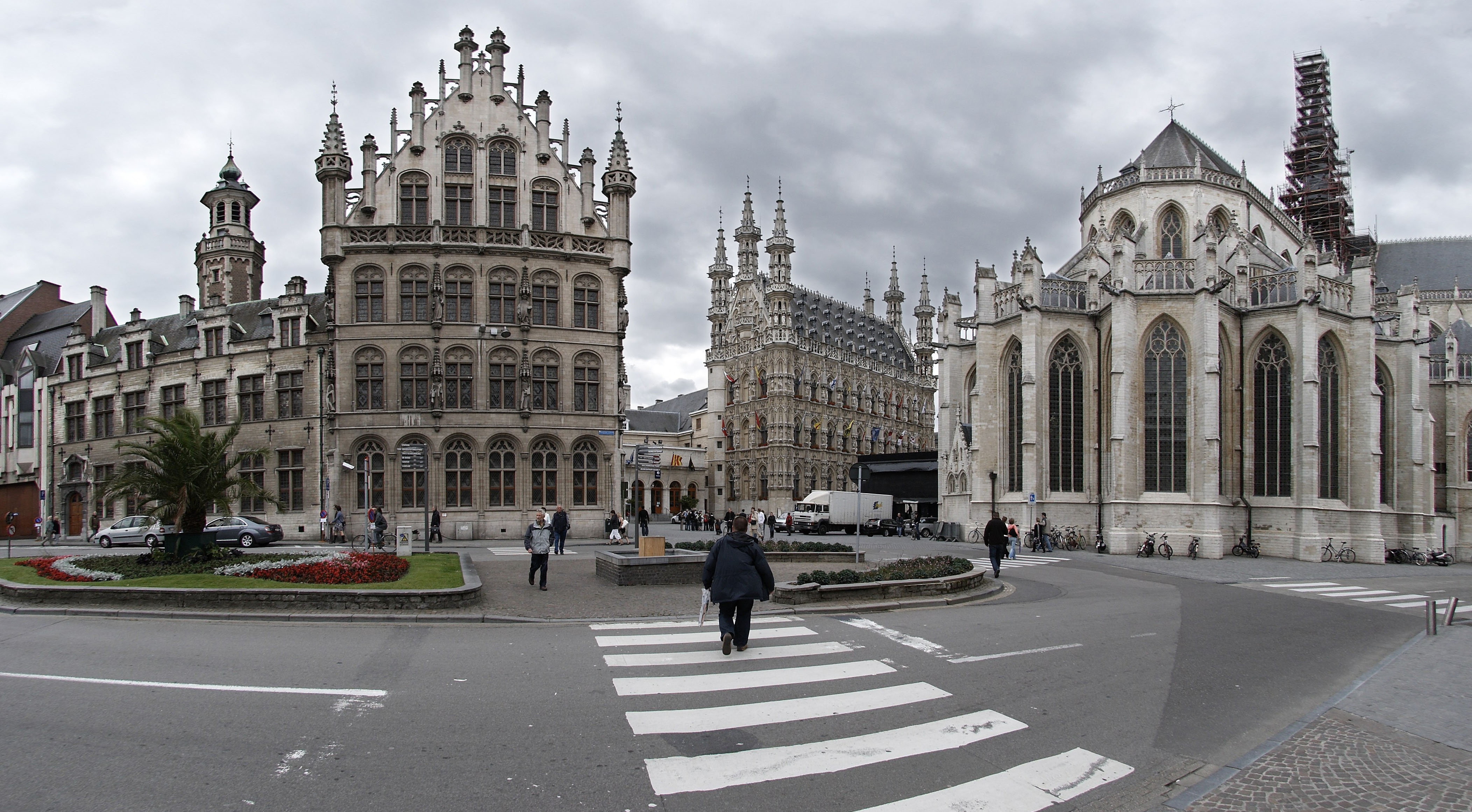
Vista de la plaza Fochplein (desde 2011 "Piet de Somerplein") en el centro de Lovaina, en la que se puede contemplar la parte posterior de la Iglesia de San Pedro y al fondo el edificio gótico del Ayuntamiento

Entre sus monumentos cabe destacar la biblioteca de la universidad, incendiada durante la Primera Guerra Mundial y reconstruida con aportaciones de las universidades estadounidenses. También es interesante la plaza Mayor o «Grote Markt», con un espléndido Ayuntamiento típico de la arquitectura flamenca. La «Oude Markt», o plaza vieja, centro de la noche universitaria. Especial atención merece el beaterio o begijnhof o Beguinaje, que la Unesco declaró patrimonio de la humanidad y que es en realidad un viejo monasterio habilitado como colegio mayor de estudiantes.
La iglesia de San Pedro (1425-1500) fue acabada por Jan Keldermans y Matheus de Layens. Durante la Segunda Guerra Mundial la iglesia resultó dañada; durante su restauración se encontró una cripta románica del siglo XI. En la iglesia en sí hay varias pinturas de los siglos XVII y XVIII, pero la más famosa es la gótica Última cena de Dirk Bouts. Aquí se encuentra la tumba del duque Enrique I de Brabante. La torre, de 50 metros de altura, estaba pensada para alcanzar los 169 metros, pero nunca se completó. Alberga un carillón. La torre fue incluida en la lista de la Unesco de «Campanarios de Bélgica y Francia» en 1999.

### Miembro de la Red Internacional de Ciudades Cervantinas
Desde 2023 Lovaina forma parte de la Red Red Internacional de Ciudades Cervantinas. Los motivos de su elección son diversos:
- La ciudad mantiene vínculos históricos, culturales y lingüísticos duraderos con el mundo hispánico, influenciados por el reinado de Felipe II en los Países Bajos durante la época del escritor Miguel de Cervantes. Ejemplos de esta conexión incluyen la cooperación entre las universidades de Lovaina y Alcalá, así como el hermanamiento entre la Iglesia de San Pedro de Lovaina y la Basílica de Alcalá, las únicas iglesias magistrales.[5]

- Lovaina cuenta con unos 1500 estudiantes que anualmente aprenden español en el Centro de Lenguas Modernas (CLT), la Universidad de Lovaina y otros centros educativos. Además, colabora activamente con la Universidad de Alcalá, la ciudad cervantina por excelencia, y otras ciudades de la red cervantina, promoviendo el arte, la literatura, la diversidad lingüística, el intercambio cultural, la innovación, la creatividad y valores universales como la libertad, los derechos humanos y la solidaridad, inspirados en la obra de Cervantes.[5]

## Ciudades hermanadas
Lovaina está hermanada con las siguientes ciudades:
- Bolduque (Países Bajos)
- Cracovia (Polonia)
- Lüdenscheid (Alemania)
- Rennes (Francia)